# Friedrich Christoph von Saldern

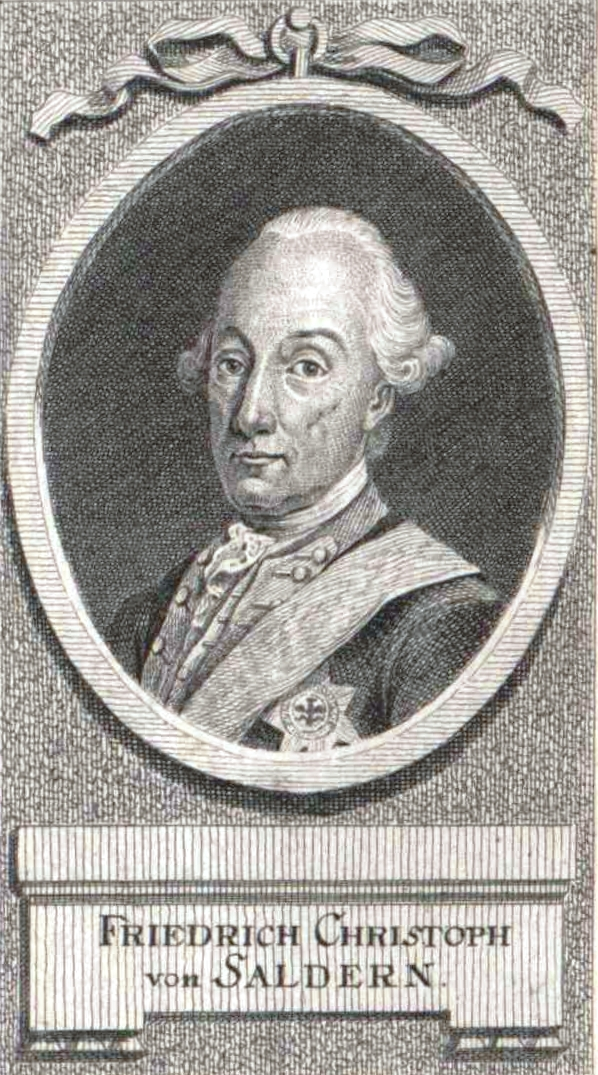
Friedrich Christoph von Saldern

Friedrich Christoph von Saldern (* 2. Januar 1719 in Plattenburg in der Prignitz; † 14. März 1785 in Magdeburg) war ein preußischer General und Kriegstheoretiker.

## Leben

### Herkunft, Beginn der militärischen Karriere
Friedrich Christoph Saldern stammt aus dem alten niedersächsischen Adelsgeschlecht von Saldern. Bei seiner Geburt im Jahre 1719 war sein Vater Otto Ludolph von Saldern (* 26. Juni 1686; † 5. April 1753) Bataillonskommandeur von Kolberg, seine Mutter war Lucrezia Tugendreich von Holtzendorf (1700–1728). Nach ihrem Tod heiratete sein Vater Sophie Wilhemine von Sack (1709–1780), die Tochter des Kommandanten von Kolberg Siegmund von Sack.
Saldern trat 1735 in Stettin als Fähnrich beim Infanterieregiment des Fürsten von Anhalt-Zerbst, des Vaters der russischen Kaiserin Katharina II., in die Armee ein und wurde 1739 wegen seiner Körpergröße zu den sogenannten Langen Kerls, dem preußischen Garderegiment, nach Potsdam versetzt. Als dieses noch im selben Jahr im Zuge der Thronbesteigung Friedrichs II. aufgelöst wurde, kam er als Premierlieutenant zum zweiten Bataillon des neuen Garderegiments.

### Teilnahme an den Schlesischen Kriegen

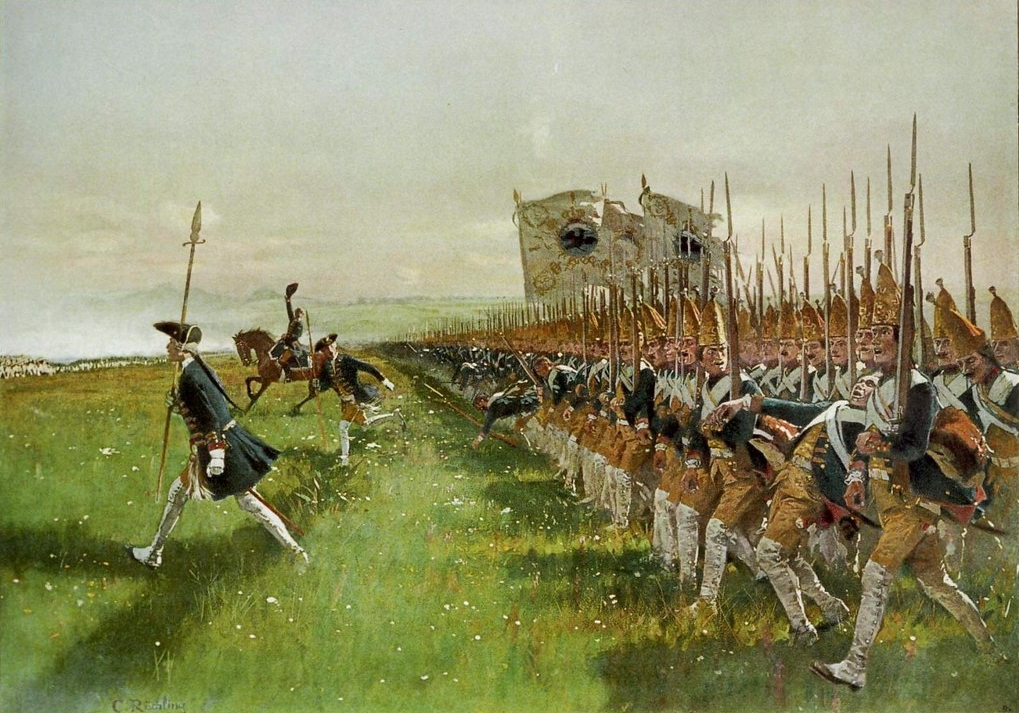
Schlacht bei Hohenfriedeberg, Angriff des preußischen Grenadiergardebataillons, 4. Juni 1745, Historiengemälde von Carl Röchling (1855–1920)

Friedrich Saldern nahm am Ersten Schlesischen Krieg (1740–1742) teil und erhielt anschließend den Befehl über eine Kompanie. Nach dem Zweiten Schlesischen Krieg (1744–1745), wo Salderns Kompanie an der Belagerung Prags sowie den Schlachten bei Hohenfriedeberg und Soor beteiligt war, wurde er 1749 zum Major befördert.

### Siebenjähriger Krieg, Ungnade
Er focht fast in allen Schlachten des Siebenjährigen Kriegs, mit Auszeichnung namentlich bei Leuthen und Hochkirch, und erwarb sich auf dem Marsch von Sachsen nach Schlesien zum Entsatz von Neiße den Generalmajorsrang. Auch bei Liegnitz und Torgau 1760 bewährte er sich mit Mut und Kriegserfahrenheit. Im gleichen Jahr wurde er Regimentschef der Grenadiergarde (No.6), dem ehemaligen Königsregiment „Lange Kerls“ Friedrich Wilhelms I. Als Friedrich II. ihm im Februar 1761 befahl, das Schloss Hubertusburg zu plündern, widersetzte Saldern sich dem Befehl und fiel bis zum Ende des Krieges in Ungnade. Die Geschichte von der ehrenhaften Befehlsverweigerung vor Hubertusburg wird auch Johann Friedrich Adolf von der Marwitz zugeschrieben, dessen Grabinschrift zur Devise der Attentäter vom 20. Juli 1944 wurde.

### Heeresinspekteur und Gouverneur von Magdeburg, letzte Jahre

König Friedrichs II. Wachparade in Potsdam. Kupferstich von Daniel Chodowiecki, 1777

1763 wurde Saldern mit dem Amt eines Heeresinspekteurs für Magdeburg und die Altmark und Gouverneurs von Magdeburg betraut. 1766 ernannte ihn Friedrich II. schließlich zum Generalleutnant und verlieh ihm das ehemalige Regiment Braunschweig zu Fuß sowie den Schwarzen Adlerorden. Saldern leistete Vorzügliches in der taktischen Ausbildung der Truppen, so dass er sich bei den Herbstmanövern stets die besondere Anerkennung Friedrichs des Großen erwarb. 1781 erschien seine Schrift „Taktische Grundsätze und Anweisungen zu militärischen Evolutionen“ und drei Jahre später das Lehrbuch „Taktik der Infanterie“. Als Leiter der Inspektionsschule in Magdeburg förderte er junge Offiziere, darunter den späteren General der Infanterie Ernst von Rüchel, Reformator des preußischen Militärbildungswesens und Mitverlierer der Schlacht bei Jena am 14. Oktober 1806. Saldern starb am 14. März 1785 in seiner Garnison Magdeburg.

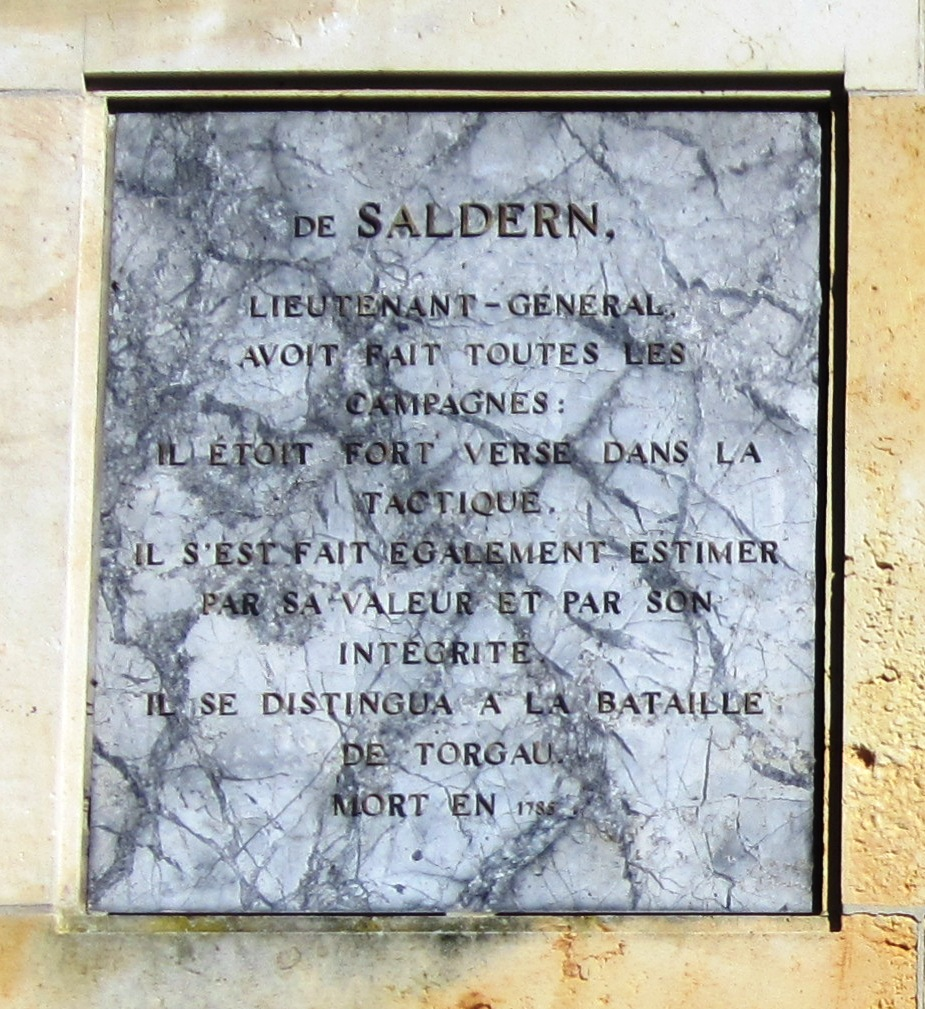
Gedenktafel für Saldern am Obelisken in Rheinsberg

Prinz Heinrich von Preußen widmete ihm eine Gedenktafel auf seinem Rheinsberger Obelisken.

## Nachwirkung
Die von Saldern entwickelte „Saldernsche Taktik“ wird für die Niederlage des preußischen Heeres in der Schlacht bei Jena und Auerstedt (1806) mitverantwortlich gemacht.

## Werke
- Taktische Grundsätze und Anweisung zu militairischen Evolutionen (Frankfurt/Leipzig 1781)
- Taktik der Infanterie (Dresden 1784)

## Familie
Saldern war dreimal verheiratet. Am 1. Juni 1748 heiratete er Sophie Antoinette Katharina von Tettau (* 1720; † 1759), eine Hofdame von Königin Elisabeth Christine und Tochter des Obrist-Lieutenants Carl von Tettau. Seine zweite Ehefrau war Wilhelmine von Borcke (* 6. April 1742; † 15. Mai 1766), Tochter des hessischen Ministers Friedrich Wilhelm von Borcke. Das Paar heiratete am 5. Januar 1763. Nach ihrem Tod heiratete er am 22. November 1767 ihre Schwester Helene Bernhardine von Borcke (* 1. Mai 1743; † 5. Mai 1831). Saldern hatte zwei Kinder, die vor ihm starben.